# Roswitha Wiltschko

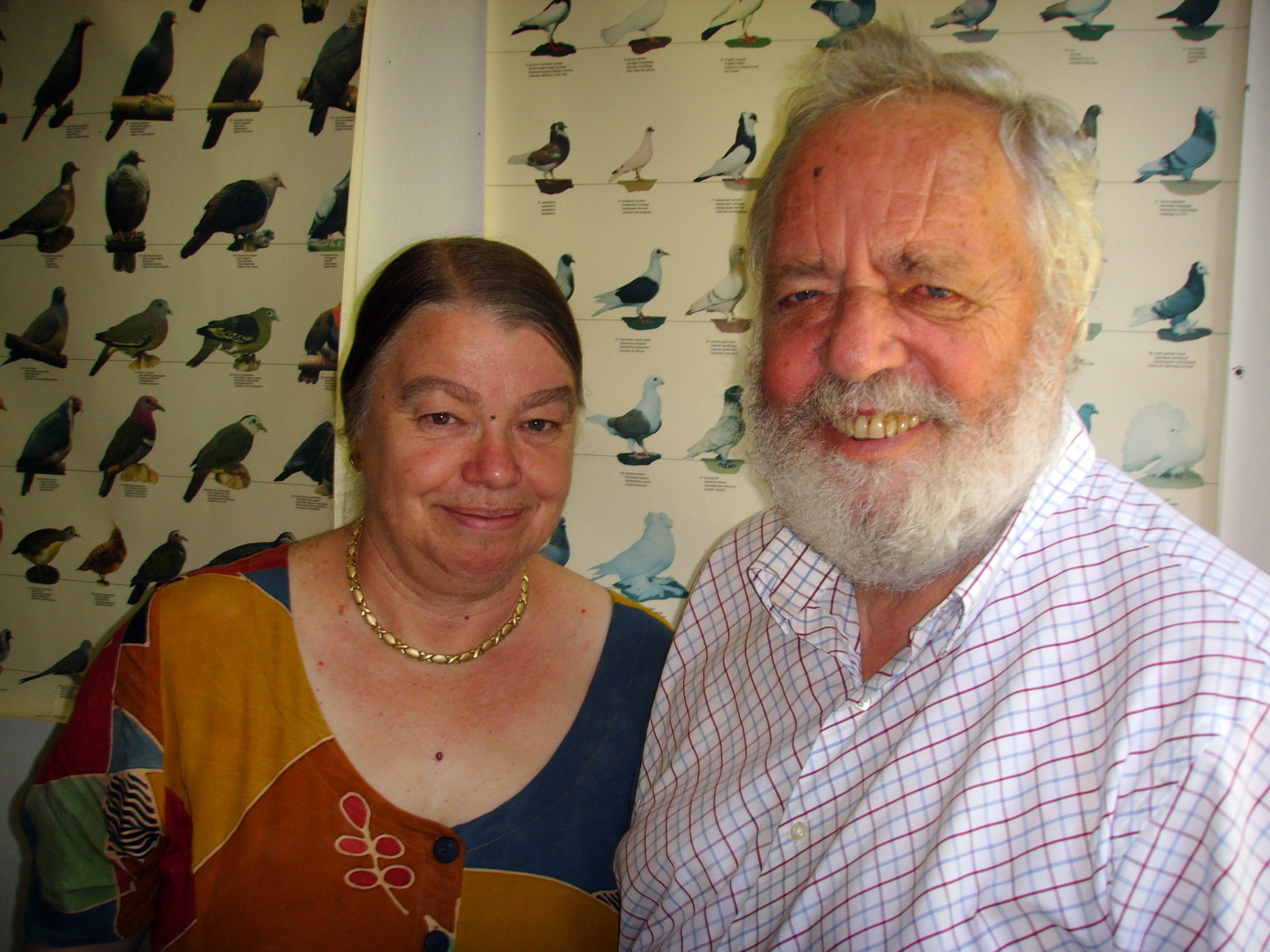
Roswitha und Wolfgang Wiltschko (2008)

Roswitha „Rosie“ Wiltschko (* 4. Februar 1947) ist eine deutsche Zoologin, deren langjährige Forschungsarbeit auf das Orientierungsverhalten von Vögeln fokussiert ist. Gemeinsam mit ihrem Ehemann Wolfgang Wiltschko erforschte sie an der Johann Wolfgang Goethe-Universität in Frankfurt am Main neben dem Sonnen- und Sternkompass intensiv das Heimfindeverhalten von Brieftauben und von Zugvögeln mit Hilfe des Erdmagnetfelds.

## Leben
Roswitha Wiltschko studierte an der Johann Wolfgang Goethe-Universität in Frankfurt Zoologie, Botanik und Paläontologie. Nach ihrer Diplomarbeit über das Auslösen des Brutverhaltens von Zebrafinken wurde sie 1979 mit der Arbeit Die Sonnenorientierung der Vögel promoviert. Von 1979 bis 1984 arbeitete sie an der Universität als Wissenschaftliche Angestellte und von 1984 bis 1987 als Hochschulassistentin. 1990 folgte ihre Habilitation mit der Schrift Das Orientierungssystem der Vögel: die Bestimmung der Sollrichtung beim Heimfinden. Bevor sie 2006 zur außerplanmäßigen Professorin ernannt wurde, hatte sie u. a. eine Vertretungsprofessur inne und forschte im In- und Ausland zu Fragen der Orientierung und Navigation von Vögeln.

## Wirken
Roswitha Wiltschko war zeitlebens als Wissenschaftlerin und Lehrende tätig. Sie publizierte zudem anschaulich über die Forschungsmethoden und die Forschungsergebnisse ihres Spezialgebiets, dem Navigationssystem der Vögel – in der Regel zusammen mit Wolfgang Wiltschko. Sie untersuchte experimentell sowohl das Heimfindeverhalten von Brieftauben, die viele Kilometer entfernt vom heimatlichen Taubenschlag aufgelassen werden und von dort zurückfinden, als auch die Leistungen der Zugvögel, die mit Hilfe eines angeborenen Magnetsinns und eines erlernten Sonnen- oder Sternenkompasses ihre südlichen Ziele beim Herbstzug beziehungsweise die nördlichen Ziele beim Frühjahrszug erreichen.
Vogelarten nutzen die möglichen Navigationssysteme unterschiedlich. Kleine Arten als Nachtzieher berücksichtigen den Sternenhimmel, große Arten fliegen am Tag und orientieren sich am Sonnenstand. Die Bedeutung des Magnetsinns, der die unterschiedlichen Neigungswinkel der Magnetfeldlinien (Inklination) erfasst, scheint von Art zu Art unterschiedlich groß zu sein. Um die richtige Richtung zu wählen und beizubehalten, müssen Vögel auf ihrem Weg teils widersprüchliche Informationen verarbeiten, da sich z. B. der Sonnenazimut täglich ändert, Sterne wandern und Magnetfeldlinien nicht immer eindeutig sind.
Neuere Forschungen der Wiltschkos sprechen dafür, dass der Magnetkompass bei Vögeln allgemein verbreitet ist, denn nachgewiesen ist er nicht nur bei Brieftauben und Zebrafinken, sondern auch beim Haushuhn. Magnetfeldrezeptoren wurden bisher im Auge und im Schnabel von Vögeln entdeckt. Dort sind Pigmente wie Cryptochrom eingelagert, die sich unter dem Einfluss des Erdmagnetfelds verändern.

## Auszeichnungen
- Ehrenmitglied des Royal Institute of Navigation[8]

## Schriften (Auswahl)

### Auf Deutsch erschienene Übersichtsartikel
- R. Wiltschko: Aus der Geschichte der Orientierungsforschung. In: Journal für Ornithologie. Band 130, 1989, S. 399–421, doi:10.1007/BF01918462.
- R. Wiltschko, W. Wiltschko: Das Orientierungssystem der Vögel. I. Kompaßsysteme. In: Journal of Ornithology. Band 140, 1999, S. 1–41, doi:10.1007/BF02462086.
- R. Wiltschko, W. Wiltschko: Das Orientierungssystem der Vögel. II. Heimfinden und Navigation. In: Journal of Ornithology. Band 140, 1999, S. 129–164, doi:10.1007/BF01653595.
- R. Wiltschko, W. Wiltschko: Das Orientierungssystem der Vögel. III. Zugorientierung. In: Journal of Ornithology. Band 140, 1999, S. 273–308, doi:10.1007/BF01651026.
- R. Wiltschko, W. Wiltschko: Das Orientierungssystem der Vögel. IV. Evolution. In: Journal of Ornithology. Band 140, 1999, S. 393–417, doi:10.1007/BF01650985.

### Auf Englisch erschienene Übersichtsartikel
- W. Wiltschko, R. Wiltschko: Magnetic compass orientation in birds and its physiological basis. Review-Artikel in: Naturwissenschaften. Band 89, 2002, S. 445–452, doi:10.1007/s00114-002-0356-5.
- R. Wiltschko, W. Wiltschko: Avian navigation: from historical to modern concepts. In: Animal Behaviour. Band 65, Nr. 2, 2003, S. 257–272, doi:10.1006/anbe.2003.2054.

### Buchveröffentlichung
- R. Wiltschko, W. Wiltschko: Magnetic Orientation in Animals. Springer Verlag, Heidelberg 1998, ISBN 3-540-59257-1.

## Belege
1. ↑  Physiologie und Ökologie des Verhaltens. Auf der Website der Frankfurter Universität, eingesehen am 28. Mai 2024.
2. ↑  Roswitha Wiltschko, Wolfgang Wiltschko: Das Navigationssystem der Vögel (1). In: Biologie in unserer Zeit. Band 51, Nr. 2. VBIO, 2021, ISSN 0045-205X, S. 150–160, doi:10.11576/buiz-4264.
3. ↑  Roswitha Wiltschko, Wolfgang Wiltschko: Das Navigationssystem der Vögel (2). In: Biologie in unserer Zeit. Band 51, Nr. 3. VBIO, 2021, ISSN 0045-205X, S. 254–263, doi:10.11576/buiz-4572.
4. ↑  Roswitha Wiltschko: Die Sonnenorientierung der Vögel. II. Entwicklung des Sonnenkompass und sein Stellenwert im Orientierungssystem. In: Deutsche Ornithologen Gesellschaft (Hrsg.): Journal für Ornithologie/Journal of Ornithology. Band 122. Springer, 1981, ISSN 0021-8375, S. 1–22.
5. ↑  Roswitha Wiltschko, Donatus Nohr, Wolfgang Wiltschko: Pigeons with a deficient sun compass use the magnetic compass. In: Science. Band 214, 1981, ISSN 0036-8075, S. 343–345, doi:10.1126/science.7280697.
6. ↑  Roswitha Wiltschko, Wolfgang Wiltschko: Clock-shift experiments with homing pigeons: A compromise between solar and magnetic information? In: Behavioral Ecology and Sociobiology. Band 49. Springer Verlag, ISSN 0340-5443, S. 393–400.
7. ↑  Roswitha Wiltschko, Christine Nießner, Wolfgang Wiltschko: The Magnetic Compass of Birds: The Role of Cryptochrome. In: Frontiers in Physiology. Band 12. Lausanne 2021, doi:10.3389/fphys.2021.667000.
8. ↑  Pioniere der Orientierungsforschung - Roswitha und Wolfgang Wiltschko Ehrenmitglieder des Royal Institute of Navigation. Abgerufen am 28. Mai 2024.

| Personendaten    | Personendaten       |
| ---------------- | ------------------- |
| NAME             | Wiltschko, Roswitha |
| ALTERNATIVNAMEN  | Wiltschko, Rosie    |
| KURZBESCHREIBUNG | deutsche Zoologin   |
| GEBURTSDATUM     | 4. Februar 1947     |